# Vanosc
 (décembre 2018).
Vanosc est une commune française, située dans le département de l'Ardèche en région Auvergne-Rhône-Alpes.

## Géographie

### Situation et description

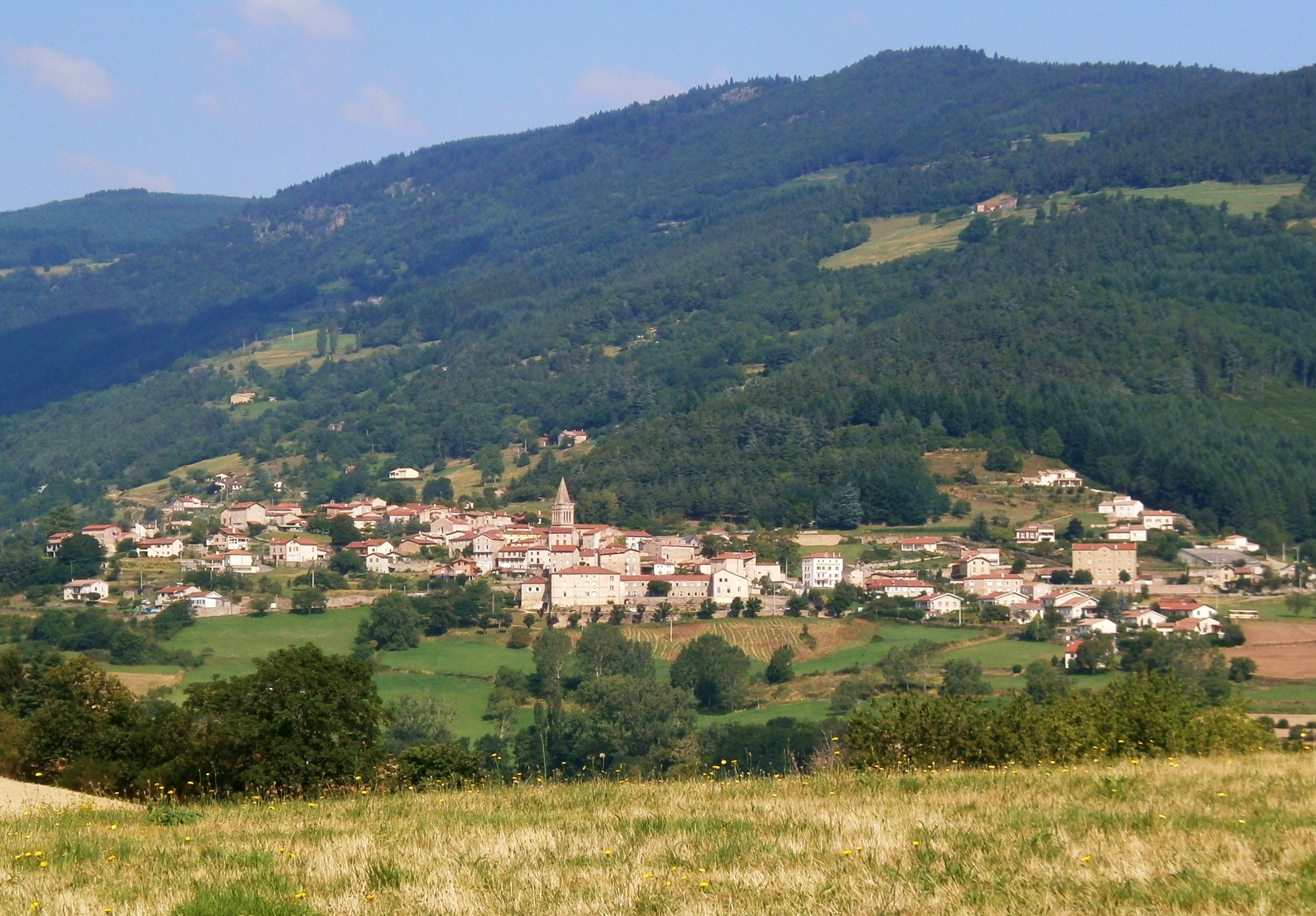
Un bourg à mi-pente, entre forêts et prairies.

La commune de Vanosc se situe à douze kilomètres au sud-ouest d'Annonay, dans la vallée de la Vocance, sur le versant exposé au sud. Elle y occupe une superficie de 26 km2. Ses altitudes sont très variées : de 400 m aux abords de la Cance jusqu'à plus de 1 300 m vers Burdignes et « la croix de la Charousse », en passant par 630 m au bourg principal. Au sud-est du village, Pouillas est un hameau important. La commune est proche de la Haute-Loire et de la Loire.
La forêt occupe les hauteurs les moins facilement cultivables et est toujours exploitée. De l'élevage se maintient sur les pentes les plus douces. En 2013, une dizaine de fermes étaient encore actives sur la commune.

### Communes limitrophes
Vanosc est limitrophe de sept communes, 4 étant situées dans le département de l'Ardèche, 2 dans le département de la Haute-Loire et une dans le département de la Loire. Elles sont réparties géographiquement de la manière suivante :
Les communes de Vanosc, Le Monestier, Saint-Julien-Molhesabate et Riotord se rejoignent en un quadripoint au col de la Charousse.

### Climat
Pour des articles plus généraux, voir Climat d'Auvergne-Rhône-Alpes et Climat de l'Ardèche.
En 2010, le climat de la commune est de type climat des marges montargnardes, selon une étude du CNRS s'appuyant sur une série de données couvrant la période 1971-2000. En 2020, Météo-France publie une typologie des climats de la France métropolitaine dans laquelle la commune est exposée à un climat de montagne ou de marges de montagne et est dans la région climatique  Sud-est du Massif Central, caractérisée par une pluviométrie annuelle de 1 000 à 1 500 mm, minimale en été, maximale en automne.
Pour la période 1971-2000, la température annuelle moyenne est de 10,4 °C, avec une amplitude thermique annuelle de 16,9 °C. Le cumul annuel moyen de précipitations est de 899 mm, avec 9,4 jours de précipitations en janvier et 6,5 jours en juillet. Pour la période 1991-2020, la température moyenne annuelle observée sur la station météorologique de Météo-France la plus proche, « Saint-Marcel Annonay », sur la commune de Saint-Marcel-lès-Annonay à 9 km à vol d'oiseau, est de 11,1 °C et le cumul annuel moyen de précipitations est de 826,4 mm,. Pour l'avenir, les paramètres climatiques de la commune estimés pour 2050 selon différents scénarios d'émission de gaz à effet de serre sont consultables sur un site dédié publié par Météo-France en novembre 2022.

## Toponymie
D'après Albert Dauzat, basé sur un nom d'homme latin Vannus avec le suffixe ligure -uscum.
Nous disposons des formes anciennes suivantes : Venosco (889), Vanosci (1049-1109), Vanosco (1275), Vanos (1617) et Vanosc en Vocance (1767). Une autre hypothèse étymologique est celle d'un dérivé de la racine oronymique pré-indo-européenne *ven/vin, « hauteur, montagne » (comme pour le Mont Ventoux), accompagnée du suffixe ligure -oscum.

## Urbanisme

### Typologie
Au 1er janvier 2024, Vanosc est catégorisée commune rurale à habitat dispersé, selon la nouvelle grille communale de densité à 7 niveaux définie par l'Insee en 2022.
Elle est située hors unité urbaine. Par ailleurs la commune fait partie de l'aire d'attraction d'Annonay, dont elle est une commune de la couronne,. Cette aire, qui regroupe 37 communes, est catégorisée dans les aires de 50 000 à moins de 200 000 habitants,.

### Occupation des sols
L'occupation des sols de la commune, telle qu'elle ressort de la base de données européenne d’occupation biophysique des sols Corine Land Cover (CLC), est marquée par l'importance des forêts et milieux semi-naturels (67,9 % en 2018), une proportion sensiblement équivalente à celle de 1990 (67,8 %). La répartition détaillée en 2018 est la suivante : forêts (66,4 %), prairies (24,3 %), zones agricoles hétérogènes (5,8 %), zones urbanisées (2 %), milieux à végétation arbustive et/ou herbacée (1,6 %).
L'évolution de l’occupation des sols de la commune et de ses infrastructures peut être observée sur les différentes représentations cartographiques du territoire : la carte de Cassini (XVIIIe siècle), la carte d'état-major (1820-1866) et les cartes ou photos aériennes de l'IGN pour la période actuelle (1950 à aujourd'hui).

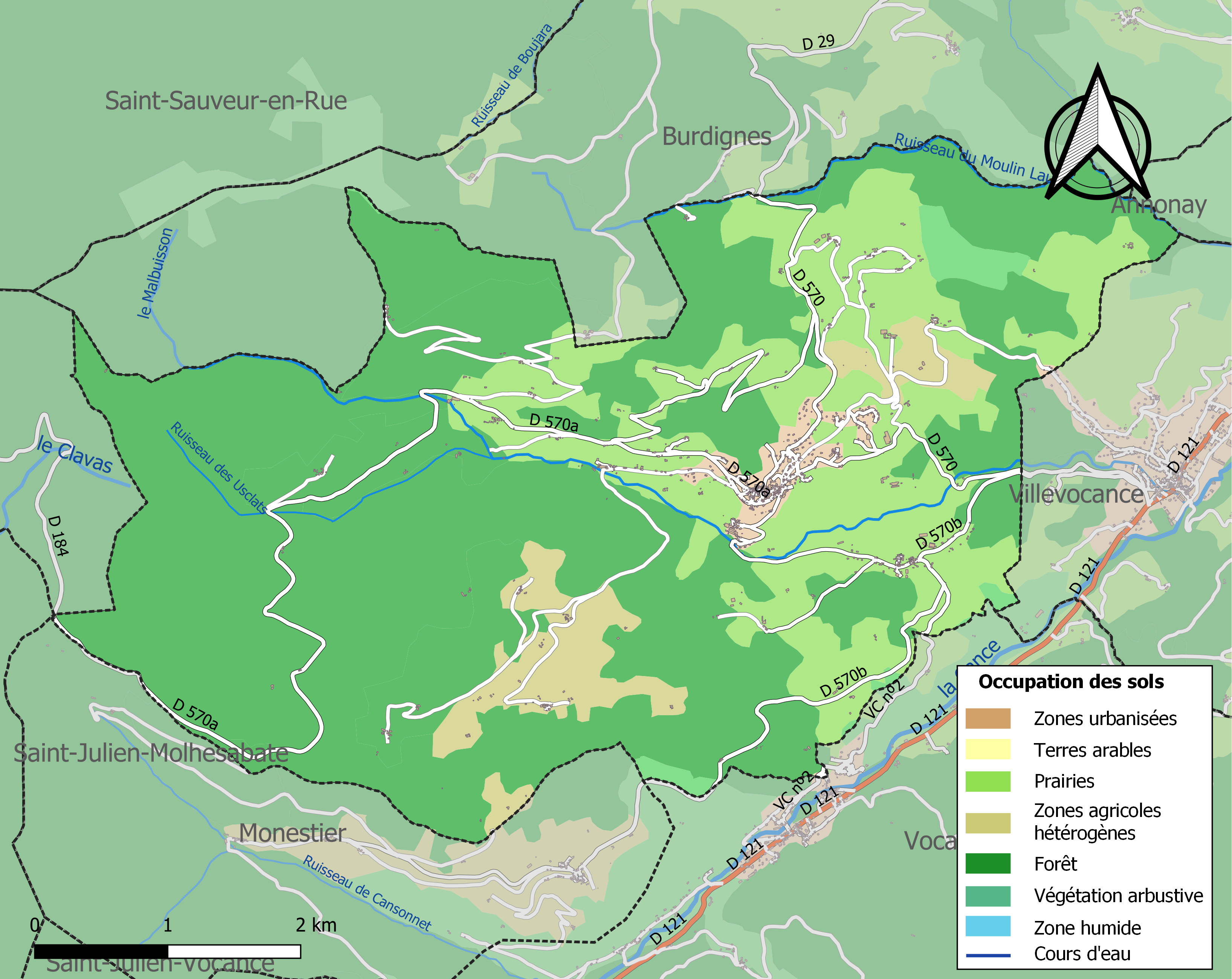
Carte des infrastructures et de l'occupation des sols de la commune en 2018 (CLC).

## Histoire
Avant l'époque gauloise, la terminaison en « -osc » du village laisse imaginer une fondation ligure. Les pierres à cupules de « Peyremalle » pourraient être les vestiges d'un culte païen.
Au Moyen Age, Vanosc dépendait du château et de la seigneurie de Vocance. Mais la commune possède aussi deux châteaux sur son territoire. « Gerlande » a été rebâti au XIXe siècle mais garde encore une tour ancienne. « La Rivoire » a été reconstruit au XVIIIe siècle en style Louis XV.

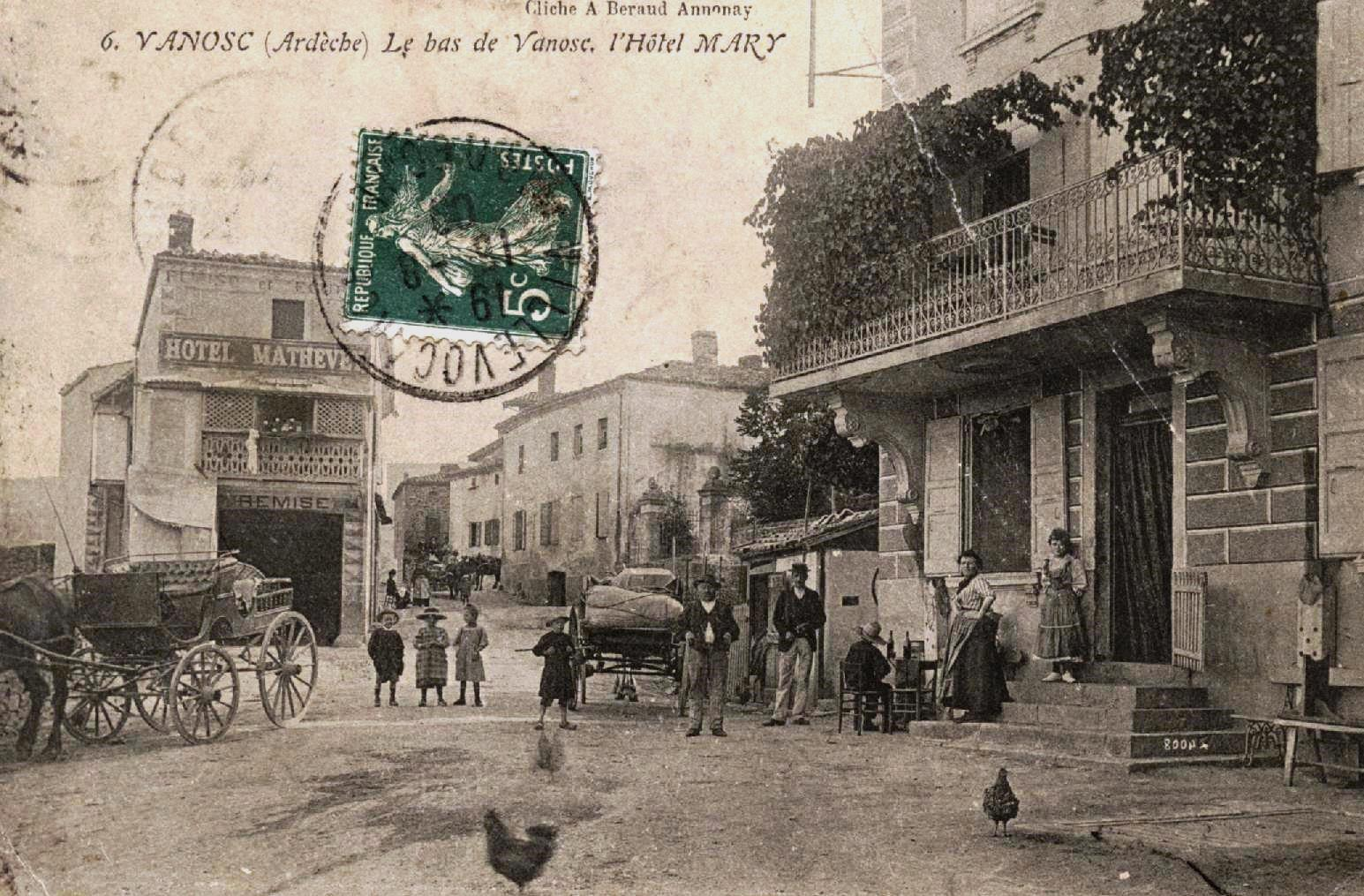
Au temps des soieries, la commune a approché les 2000 habitants.

Au XIXe siècle, l'industrie de la soie, avec notamment la famille Coront-Ducluzeau, a permis à Vanosc de compter en 1901 jusqu'à 1 997 habitants.
Au XXe siècle, l'exode rural et la crise du textile (entre les deux guerres) ont fait baisser la population jusqu'à 750 habitants en 1990. Ces chiffres sont remontés en 2013 à 930 habitants grâce aux constructions de villas.
Durant l'été 1944, la commune a accueilli le maquis local, qui a compté jusqu'à 2 000 résistants. Elle a été aussi bombardée en même temps que Le Monestier le 10 août 1944.
Depuis les années 1980, elle est devenue la résidence de nombreux artisans d'art et artistes. Elle a ouvert aussi un musée « Du charronnage au car », en tant que village natal de l'industriel Joseph Besset.

## Politique et administration

### Liste des maires
| Période                                  | Période      | Identité                      | Étiquette | Qualité                 |
| ---------------------------------------- | ------------ | ----------------------------- | --------- | ----------------------- |
| Les données manquantes sont à compléter. |              |                               |           |                         |
| décembre 1879                            | février 1892 | Jean Marie Escoffier          |           |                         |
| février 1892                             | après 1925   | Jean Baptiste Raymond Collard |           | Négociant en vins       |
| juin 1995                                | mai 2020     | Yves Boulanger                |           | Enseignant du 1er degré |
| mai 2020                                 | En cours     | Dominique Mazingarbe          |           | Profession libérale     |

### Jumelages
La commune de Vanosc n'a pas signé de convention de jumelage.

## Population et société

### Démographie
L'évolution du nombre d'habitants est connue à travers les recensements de la population effectués dans la commune depuis 1793. Pour les communes de moins de 10 000 habitants, une enquête de recensement portant sur toute la population est réalisée tous les cinq ans, les populations de référence des années intermédiaires étant quant à elles estimées par interpolation ou extrapolation. Pour la commune, le premier recensement exhaustif entrant dans le cadre du nouveau dispositif a été réalisé en 2008.

En 2022, la commune comptait 934 habitants, en évolution de −0,53 % par rapport à 2016 (Ardèche : +2,48 %, France hors Mayotte : +2,11 %).
| 1793  | 1800  | 1806  | 1821  | 1831  | 1836  | 1841  | 1846  | 1851  |
| ----- | ----- | ----- | ----- | ----- | ----- | ----- | ----- | ----- |
| 1 621 | 1 601 | 1 696 | 1 623 | 1 660 | 1 655 | 1 667 | 1 743 | 1 739 |

| 1856  | 1861  | 1866  | 1872  | 1876  | 1881  | 1886  | 1891  | 1896  |
| ----- | ----- | ----- | ----- | ----- | ----- | ----- | ----- | ----- |
| 1 591 | 1 667 | 1 665 | 1 696 | 1 748 | 1 726 | 1 691 | 1 784 | 1 793 |

| 1901  | 1906  | 1911  | 1921  | 1926  | 1931  | 1936  | 1946  | 1954  |
| ----- | ----- | ----- | ----- | ----- | ----- | ----- | ----- | ----- |
| 1 997 | 1 895 | 1 795 | 1 523 | 1 521 | 1 409 | 1 357 | 1 231 | 1 119 |

| 1962  | 1968 | 1975 | 1982 | 1990 | 1999 | 2006 | 2008 | 2013 |
| ----- | ---- | ---- | ---- | ---- | ---- | ---- | ---- | ---- |
| 1 036 | 883  | 785  | 805  | 750  | 767  | 850  | 873  | 930  |

| 2018 | 2022 | - | - | - | - | - | - | - |
| ---- | ---- | - | - | - | - | - | - | - |
| 934  | 934  | - | - | - | - | - | - | - |

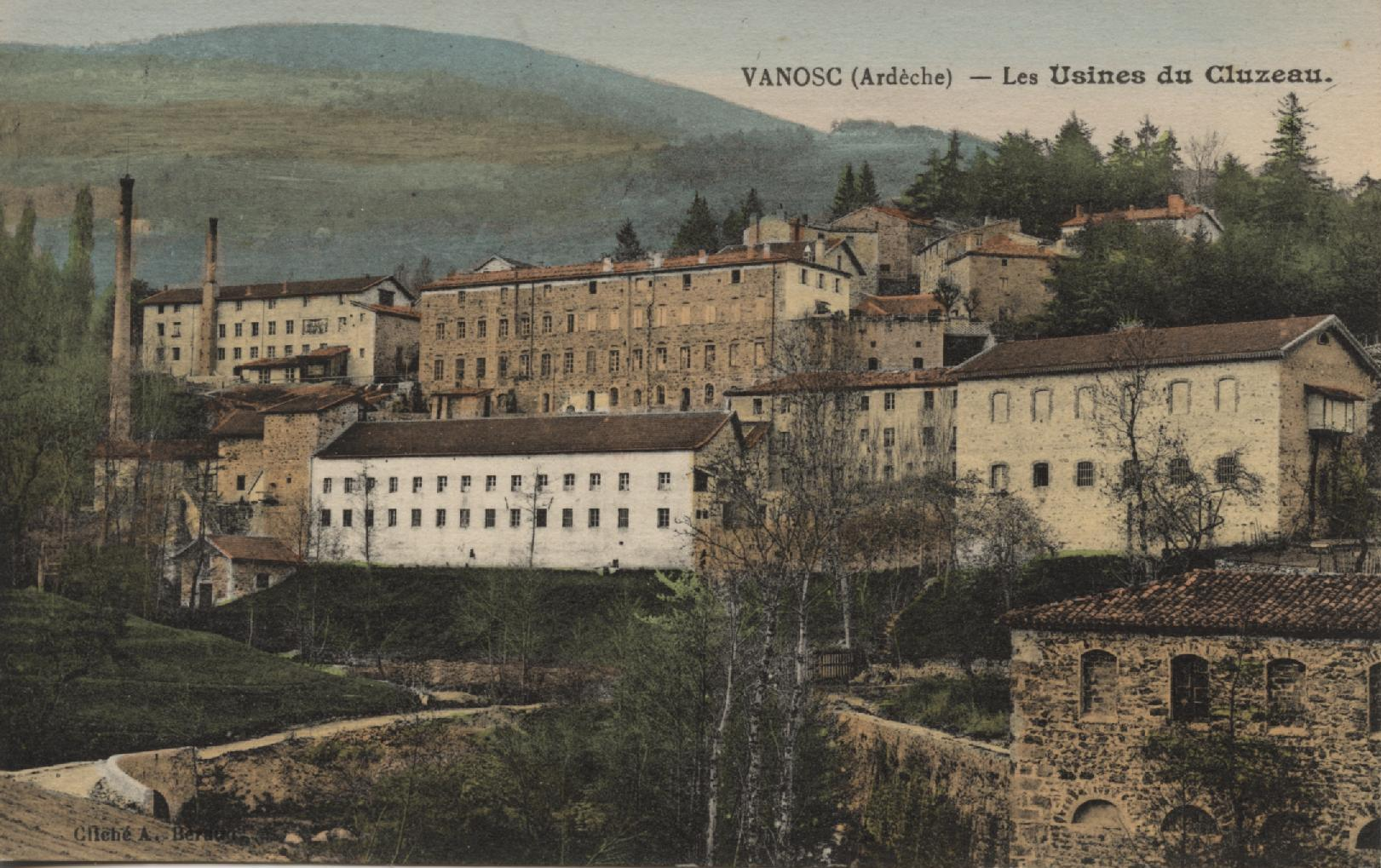
Les usines textiles du quartier du Cluzeau à leur apogée, au début du XXe siècle.

Au XIXe siècle, l'industrie de la soie, a permis à Vanosc de compter en 1901 jusqu'à 1 997 habitants. Au XXe siècle, l'exode rural et la crise du textile (entre les deux guerres) ont fait baisser la population jusqu'à 750 habitants en 1990. Ces chiffres sont remontés en 2013 à 930 habitants grâce aux constructions de villas.

### Vie associative
ACCA, Amicale laïque, Ogec de l'école Stain-Joseph, Automne ensoleillé, Basket Vanau Sport, Boule vanoscoise, Cance Sport Handisport, conscrits, Fnaca, Anciens combattants, Harmonie Sainte-Cécile et Batacuda Ritmofiesta, association culturelle la Vanaude, Jongl'O Païs, pompiers.
En 2014, la commune de Vanosc a été récompensée par le label « Ville Internet @ ».

### Enseignement
La commune dépend de l'académie de Grenoble. Les élèves commencent leur scolarité à l'école maternelle et élémentaire du village, qui accueille 41 enfants. Elle dispose de trois classes : une classe unique de maternelle, une classe CP/CE1, une classe CE2/CM1/CM2. Une école privée est également présente dans la commune, qui accueille 51 élèves, dans les mêmes sections. Le collège le plus proche est celui de Bourg-Argental, à 8 km. Les lycées les plus proches sont à Annonay.

### Manifestations culturelles et festivités
- Les Vendredis de la Vanaude[26] : soirées conférences avec des invités de dimension nationale.
- Les « Nocturnes » de Vanosc : repas et soirées spectacles tous les vendredis de juillet et d'août.
- Festival de cirque Jongl'O Païs (mai ou juin).

### Médias
La commune est située dans l'aire de distribution de deux organes de presse régionaux :
- L'Hebdo de l'Ardèche est un journal hebdomadaire français basé à Valence. Il couvre l'actualité de tout le département de l'Ardèche.
- Le Dauphiné libéré est un journal quotidien de la presse écrite française régionale distribué dans la plupart des départements de l'ancienne région Rhône-Alpes, notamment l'Ardèche. La commune est située dans la zone d'édition d'Annonay.

### Cultes
Les personnes de confessions catholiques ont la possibilités d'effectuer des retraites à la « maison Saint-Joseph ». Ils disposent également d'un lieu de culte, l'église Sainte-Marie.

## Culture locale et patrimoine

### Monuments anciens
- Le château de Gerlande a d'abord été une maison forte dont il reste notamment une tour. Un nouveau bâtiment, résidentiel, a été construit à proximité au XIXe siècle. Dans les dernières décennies, il a été utilisé comme centre de vacances. En 2013, il est redevenu lieu d'habitation. Mais il est aussi devenu lieu de rassemblement pour les amateurs de véhicules hot rod et customisés[29].
- Le château de la Rivoire[30] conserve encore quelques éléments du XIIIe siècle. Il a été entièrement reconstruit au XVIIIe siècle par la famille Pichon de la Rivoire[31]. Surmonté d'un fronton triangulaire, le corps du bâtiment central est encadré par deux ailes percées d'arcades. Des visites sont généralement proposées en été par les propriétaires.
- La chapelle Saint-Roch, au hameau de Pouillas, date du XVIIe siècle[32].
- La chapelle Saint-Nizier, près du cimetière, date aussi du XVIIe siècle[32].
- L'église paroissiale de La Nativité de Marie a été achevée en 1867. Elle est ornée d'un tableau de l'Annonciation du XVIIe siècle et de plusieurs tableaux de l'artiste local Joseph Coront du XIXe siècle. Une partie de l'église précédente a été conservée et abrite aujourd'hui la poste et la bibliothèque. Vanosc fait partie de la paroisse catholique Bienheureux Gabriel Longueville[33],[34],[32].
- Des fermes anciennes sont visibles au hameau de Pouillas.

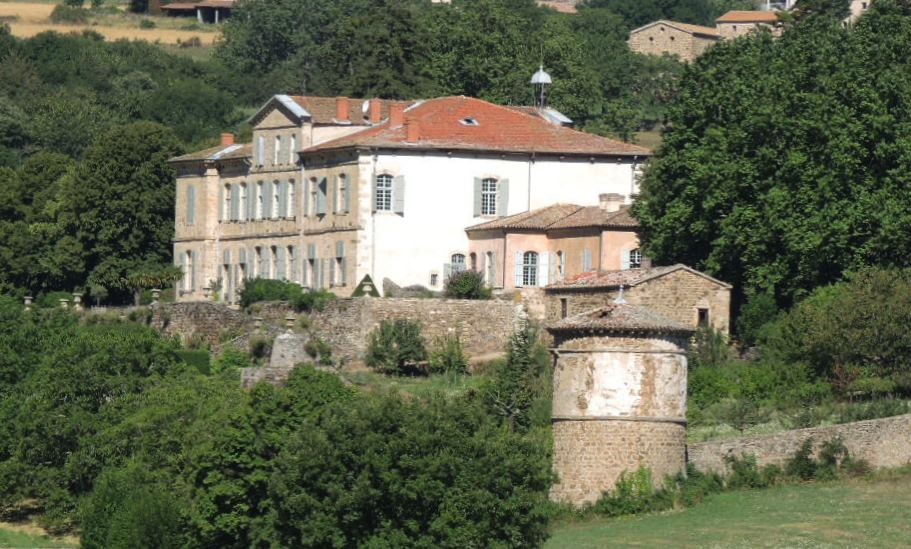
Le château de la Rivoire, reconstruit au XVIIIe siècle.
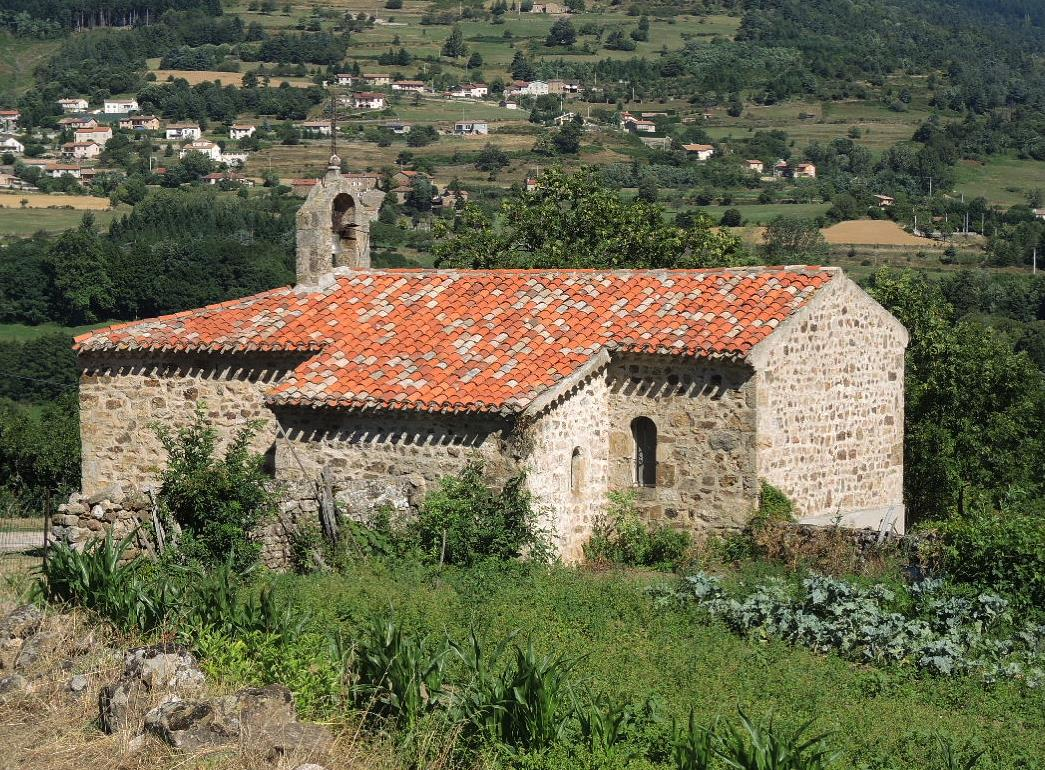
La chapelle du hameau de Pouillas.
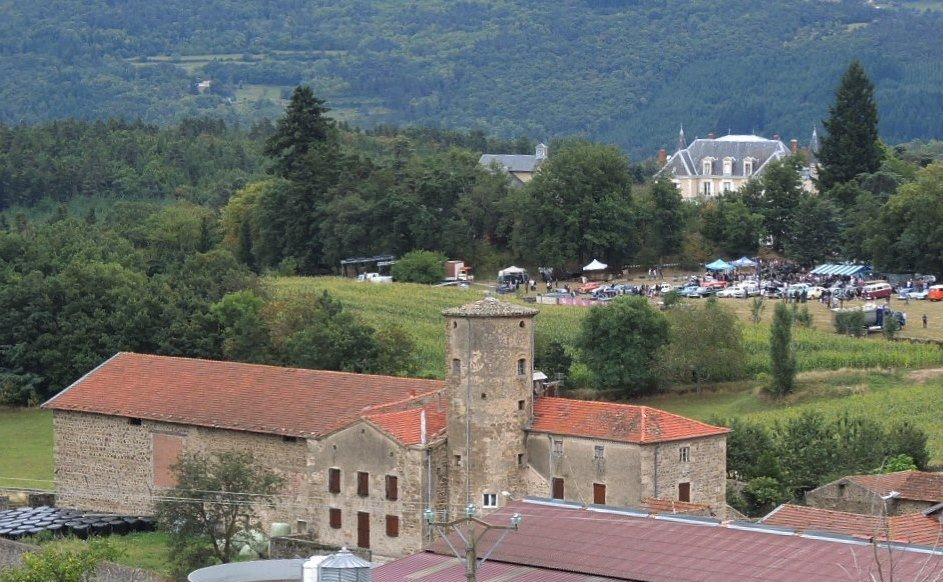
À Gerlande, une ancienne ferme forte et un château XIXe siècle.

### Lieux pittoresques

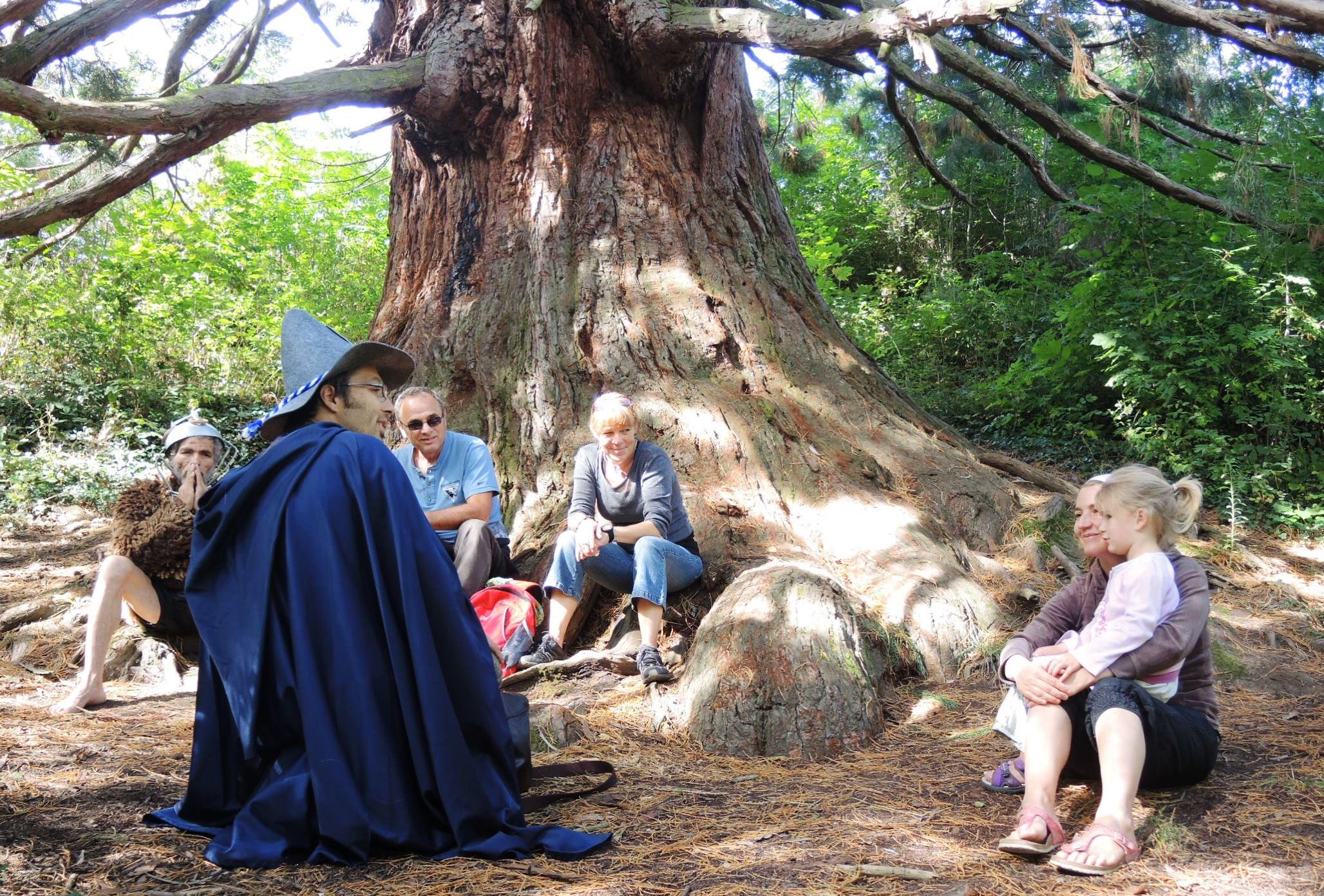
Un conteur au pied du séquoia géant.

- Le Mont Felletin : à 1 388 m d'altitude, à trois-quarts d'heure à pied du col de la Charousse, il offre par temps clair, un vaste panorama sur la chaîne des Alpes, du Mont Blanc au Ventoux.
- Séquoia géant : de 8,50 m de circonférence et 40 m de haut, au quartier du Cluzeau, près du pont sur la Pinsole.
- Sentier de la Pinsole : sentier pédagogique dans la forêt qui entoure le ruisseau.
- Roches à cupules : dans le secteur de Peyremalle.
- Souterrains refuges dans le quartier du « Cluzeau ». Creusés sans doute à une période d'invasion, ils ont ensuite donné lieu à nombre de légendes[35].

### Le Musée du car

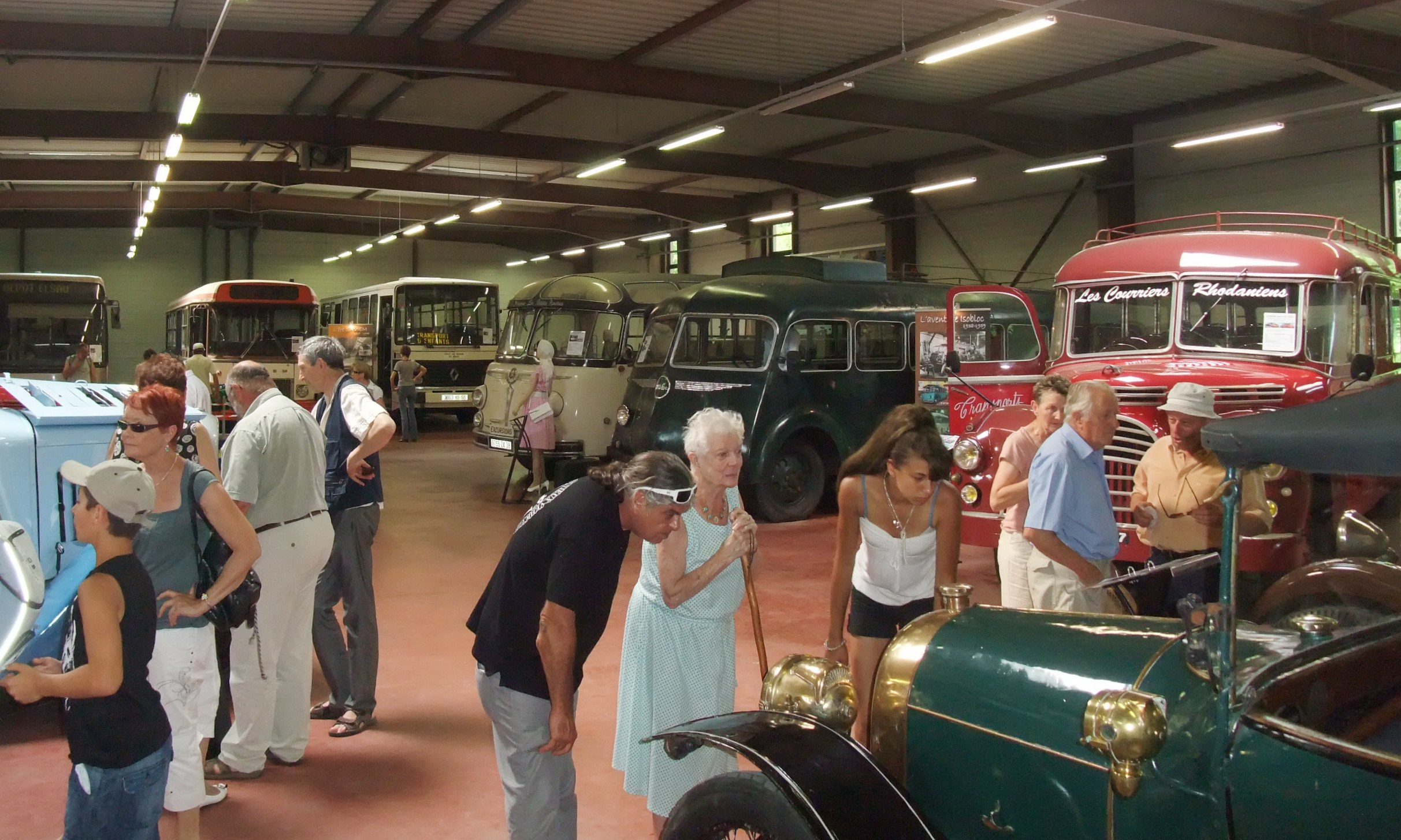
Le musée « Du charronnage au car » pour les autocars Isobloc, Saviem, Irisbus…

Joseph Besset, le fondateur de l'industrie de l'autocar à Annonay, était natif de Vanosc. C'est donc là que l'association La Vanaude, créée en 1980, a fondé le musée « Du charronnage au car ». Un premier espace a reconstitué un atelier de charron et a rappelé l'évolution de la fabrication des autocars à Annonay : d'abord carrosserie Besset, puis les marques Isobloc, Saviem, Renault, Irisbus et Iveco. Depuis 2007, un deuxième espace accueille les grosses pièces de la collection, notamment les modèles de d'autocars de fabrication locale. Ce musée spécialisé, maintenant soutenu par la communauté d'agglomération, reçoit plus de 10 000 visiteurs par an. Une grande Fête du Car est organisée tous les trois ans. Mais l'association la Vanaude est aussi célèbre pour ses « Vendredis » qui accueillent des personnalités de valeur. Neuf ouvrages de terroir ont aussi été édités.

### L'accueil des métiers d'art
Ils sont au moins une douzaine de professionnels des arts à vivre à Vanosc : luthiers, facteur de flûtes, sculpteurs, jongleurs, photographe, créatrice de bijoux, designer, décorateurs… Pour les héberger, la commune a aménagé progressivement depuis quinze ans l'ancienne ferme du Monteillet, en ateliers avec logements. Une quatrième tranche est en train de s'achever. Un jardin de plantes locales ou non est aménagé à l'entrée du site. Son nom : Le jardin d'Hélène.

### Personnalités liées à la commune
- Norbert Dentressangle, fondateur du groupe du même nom. Aujourd'hui : Xpo
- Joseph Besset, carrossier industriel qui fut le pionnier et le père des autocars français modernes.
- Jean-Chrysogone Guigue de Champvans, préfet.
- Joseph Coront, peintre.
- Mémona Hintermann-Afféjee : en 2013, une rue Mémona-Hintermann fut inaugurée en son nom à Vanosc (Ardèche)[37].

### Héraldique
|  | Vanosc possède des armoiries dont l'origine et le blasonnement exact ne sont pas disponibles. |

### Sources et bibliographie
- François Chomel, La mémoire du terroir, édité par les Carnets de la Vanaude.
- Dominique Mazingarbe et André Broutechoux, Tranches de vie locale, édité par les Carnets de la Vanaude.
- Anne Boudon, Des grenades sous le plancher : la Résistance à Annonay et dans la Vocance (1939-1945), éd. la Vanaude.
- Bernard Vial, Vocance en Vivarais ; des origines au début du XIXe siècle, 1983.
- Bernard Vial et André Coront-Ducluzeau, 1789-1799 : la Révolution française en vallée de la Vocance, 1989.
- Albin Mazon, Voyage autour d'Annonay, 1901.
- I. Morel de Voleine, « Les Pichon de la Rivoire à Vanosc », Revue du Vivarais, 1908.
- « La Grande Campane » de Vanosc, Revue du Vivarais, 1918.
- Henri Müller, « Les refuges souterrains de Vanosc », Revue du Vivarais, 1922.
- Guide officiel de l'Union Touristique Ardèche Verte, 1991.
- Archives et bulletins municipaux.
- reportages du Dauphiné libéré et notamment articles du 22 août 2013 de François Bassaget.
- Michel Barbe, « À la rencontre des luthiers de Vanosc : dans un cahier consacré aux métiers d'art en Ardèche », Cahier de Mémoire d'Ardèche et Temps Présent, no 155,‎ 15 août 2022.
- Muriel et Serge Bonijoly, « L’espace Joseph Besset, musée du charronnage au car à Vanosc : dans cahier consacré à La saga du car en Ardèche », Cahier de Mémoire d'Ardèche et Temps Présent, no 163,‎ 15 septembre 2024
- Yves Boulanger, « Le transport à Vanosc : dans cahier consacré à La saga du car en Ardèche », Cahier de Mémoire d'Ardèche et Temps Présent, no 163,‎ 15 septembre 2024